# Liparetrus squamiger
Liparetrus squamiger är en skalbaggsart som beskrevs av Macleay 1886. Liparetrus squamiger ingår i släktet Liparetrus och familjen Melolonthidae. Inga underarter finns listade i Catalogue of Life.